# احمد
احمد نامی است از ریشهٔ عربی «حمد: ستایش کردن» و به‌معنای «ستوده‌تر» است. احمد یکی از نام‌های محمد بن عبدالله پیامبر اسلام نیز بوده‌است.

## افراد
- احمد شاه
- احمد چلبی
- احمد نظیف
- احمد شاه مسعود
- احمد خمینی
- احمد کسروی
- احمد شاملو
- احمد پورمخبر
- احمدرضا عابدزاده
- احمد ایراندوست